# Dennis Burkley
Dennis Henry Burkley (Los Angeles, 10 settembre 1945 – Los Angeles, 14 luglio 2013) è stato un attore e doppiatore statunitense.

## Filmografia parziale

### Cinema
- Bummer, regia di William Allen Castleman (1973)
- Luna di miele fatale (Nightmare Honeymoon), regia di Elliot Silverstein (1974)
- Il gigante della strada (Stay Hungry), regia di Bob Rafelson (1976)
- Dietro la maschera (Mask), regia di Peter Bogdanovich (1985)
- La moglie del campione (The Slugger's Wife), regia di Hal Ashby (1985)
- L'amore di Murphy (Murphy's Romance), regia di Martin Ritt (1985)
- L'aereo più pazzo del mondo 3 (Stewardess School), regia di Ken Blancato (1986)
- Wanted - Vivo o morto (Wanted), regia di Gary Sherman (1986)
- Senza via di scampo (No Way Out), regia di Roger Donaldson (1987)
- Assalto al network (Pass the Ammo), regia di David Beaird (1988)
- Fletch - Cronista d'assalto (Fletch Lives), regia di Michael Ritchie (1989)
- Un uomo innocente (An Innocent Man), regia di Peter Yates (1989)
- The Doors, regia di Oliver Stone (1991)
- Cose dell'altro mondo (Suburban Commando), regia di Burt Kennedy (1991)
- Effetto allucinante (Rush), regia di Lili Fini Zanuck (1991)
- Fermati, o mamma spara (Stop! Or My Mom Will Shoot), regia di Roger Spottiswoode (1992)
- Pugno d'acciaio (Sidekicks), regia di Aaron Norris (1992)
- Mamma, ho trovato un fidanzato (Son in Law), regia di Steve Rash (1993)
- Tin Cup, regia di Ron Shelton (1996)
- Touch, regia di Paul Schrader (1997)
- Due padri di troppo (Fathers' Day), regia di Ivan Reitman (1997)
- Con Air, regia di Simon West (1997) - non accreditato
- La notte dei sensi (The First 9½ Weeks), regia di Alex Wright (1998)
- Wish You Were Dead, regia di Valerie McCaffrey (2002)
- Hollywood Homicide, regia di Ron Shelton (2003)

### Televisione

#### Attore
- Kojak – serie TV (1975)
- Starsky & Hutch – serie TV (1976)
- Il richiamo della foresta – film TV (1976)
- Delta County, U.S.A. – serie TV (1977)
- Mary Hartman, Mary Hartman – serie TV (1976-1977)
- Forever Fernwood – serie TV (1977-1978)
- Maude – serie TV (1976-1978)
- Agenzia Rockford (The Rockford Files) – serie TV (1976-1979)
- Hanging In (1979)
- Sanford – serie TV (1980-1981)
- Hill Street giorno e notte (Hill Street Blues) – serie TV (1983)
- Hazzard (The Dukes of Hazzard) – serie TV (1980-1985)
- Casalingo Superpiù (Who's the Boss?) – serie TV (1986-1989)
- Quattro donne in carriera (Designing Women) – serie TV (1991)
- The New WKRP in Cincinnati – serie TV (1991)
- Assalto a Tombstone – serie TV (1992)
- Thea (1994)
- Willy, il principe di Bel Air (The Fresh Prince of Bel Air) – serie TV (1994)
- L'asilo maledetto – serie TV (1995)
- E.R. - Medici in prima linea (ER) – serie TV (1995)
- Non sarò mai tua – serie TV (1995)
- The Exonerated - Colpevole fino a prova contraria – serie TV (2005)
- My Name Is Earl – serie TV (2005-2008)

#### Doppiatore
- King of the Hill – serie TV (1997-2010)

## Doppiatori italiani
Nelle versioni in italiano delle opere in cui ha recitato, Dennis Burkley è stato doppiato da:
- Claudio Fattoretto in Fermati, o mamma spara, Tin Cup
- Angelo Nicotra in La famiglia Bradford
- Luciano De Ambrosis in Starsky & Hutch
- Silverio Pisu in Sanford
- Paolo Buglioni in Dietro la maschera
- Massimo Corvo in Un uomo innocente
- Maurizio Mattioli in Effetto allucinante
- Francesco Pannofino in Due padri di troppo